# Наука в поисках Бога
«Наука в поисках Бога» — сборник лекций астронома Карла Сагана, впервые опубликованный в 2006 году, через 10 лет после его смерти. Оригинальное название «The Varieties of Scientific Experience» (рус. «Многообразие научного опыта») является отсылкой к книге «Многообразие религиозного опыта» Уильяма Джеймса.
Изданная под редакцией Энн Друян, данная книга фактически является отредактированной версией Гиффордовских лекций «В поисках того, кто мы есть», прочитанных Карлом Саганом в 1985 году, с новым введением от Энн Друян.

## Содержание
- Чудеса природного мира. Предварительная разведка небес
- Отход от Коперника. Утрата решимости в современном мире
- Органический мир
- Внеземной разум
- Внеземной фольклор. Предпосылки возникновения религии
- Аргументы в пользу существования Бога
- Религиозный опыт
- Преступление против Творения
- Искания